# شهرستان البینو، اونتاریو
شهرستان البینو، اونتاریو (به انگلیسی: Albion Township, Ontario) یک منطقهٔ مسکونی در کانادا است که در انتاریو واقع شده‌است.